# Association de la noblesse allemande
L'Association de la noblesse allemande (DAG) est la plus grande association de nobles allemands dans l'Empire allemand.

## Fondation et rôle dans l'Empire
Elle est fondée à Berlin le 26 février 1874 par 30 seigneurs des provinces prussiennes de Brandebourg, de Poméranie, de Prusse-Orientale, de Saxe et de Silésie. Par l'ordre du cabinet  du 7 mars 1883, l'empereur Guillaume Ier accorde au DAG les droits d'une personne morale. Elle doit contrecarrer le « libéralisme » de l'époque, perçu comme pernicieux, et mettre en place un contrepoids conservateur. Le DAG est  promu par la direction de l'État dans l'Empire allemand. Elle publie un magazine appelé Deutsches Adelsblatt.

## Rôle après la monarchie
Après la Révolution de novembre, le DAG est réorganisé. Les statuts du 4 février 1921 autorise les femmes à devenir membres pour la première fois. En même temps, les non-Allemands et les Juifs sont exclus pour des raisons raciales : « Quiconque a un non-aryen né après 1800 parmi ses ancêtres en ligne masculine ou qui est plus du quart d'une race autre qu'aryenne ou qui est marié à quelqu'un à qui cela s'applique ne peut pas être membre du DAG. « Dans une version légèrement différente, le certificat d'aryanité est demandée depuis 1918. Les membres de l'Association de la noblesse allemande peuvent être inclus dans la liste de la noblesse allemande de sang pur, qui à partir de ce moment-là est explicitement mentionnée dans les livres de poche de Gotha, entre autres.
Avec l'article 109 de la Constitution de Weimar du 11 août 1919, les « privilèges ou désavantages de droit public de naissance ou de statut » sont abolis. La noblesse privilégiée est ainsi effectivement abolie. Les titres de noblesse ne peuvent plus être décernés et font partie du nom. Les « pseudo-aristocrates » peuvent naître par adoption ou par mariage. Afin d'enregistrer cela, un département distinct est créé en 1923, qui à partir de 1925 créé des listes de « faux aristocrates ».
Étant donné que le DAG s'est de plus en plus déplacé dans le camp anti-républicain, le ministre de la Reichswehr, Wilhelm Groener, interdit aux membres et aux employés civils de la Reichswehr d'adhérer en 1929. Le DAG est sous la direction du maréchal aristocratique le prince Adolphe de Bentheim-Tecklembourg (de), qui est élu président en 1932. Ce dernier est reçu par Hitler le 22 juin 1933 et promet de remédier au manque d'enthousiasme de l'aristocratie pour le national-socialisme. Le circuit continu de l'association a été empêché, mais en grande partie au prix d'une adaptation au régime. Il n'est donc pas surprenant qu'en septembre 1933, le conseil principal se compose de tous les dirigeants SA supérieurs et moyens (von Arnim (de), von Detten, von Jagow (de), von Rochow (de) et von Tschammer und Osten). Selon les annuaires du DAG (également DAg), qui compte désormais un grand nombre de membres, de 1938 et 1940, une composition légèrement modifiée de cet organe peut cependant être établie. Après la tentative d'assassinat de Claus Schenck Graf von Stauffenberg sur Hitler le 20 juillet 1944, Bentheim-Tecklembourg publie un discours d'allégeance à Hitler dans l'Adelsblatt.

## Après 1945
Après la Seconde Guerre mondiale, le DAG perd de son importance. Elle a perdu non seulement son bureau de Berlin, mais aussi ses sections régionales d'Allemagne centrale et orientale pendant la Seconde Guerre mondiale et est dissoute le 15 mai 1956 à Hanovre par un comité directeur d'urgence. Les nouvelles associations de la noblesse historique ne sont plus dirigées de manière centralisée, mais structurées par région. En 1956, le DAG fusionne avec le nouveau « Groupe de travail des associations aristocratiques allemandes » pour former l' « Union des associations de la noblesse allemande (de) » (VdDA).
En 1949, le Comité allemand pour le droit de la noblesse, qui existe encore aujourd'hui, est fondé (en tant que successeur du département du DAG pour les questions de droit de la noblesse).

## Maréchaux aristocratiques / présidents
- 1874-1880 : Georg von Knebel Doeberitz (de) (1810-1880), député de la chambre des seigneurs de Prusse et administrateur de l'arrondissement de Dramburg
- 1880-1903 : comte Werner von der Schulenburg (de) (1829-1911), député de la chambre des seigneurs de Prusse
- 1903-1915 : Wilhelm von Wedel-Piesdorf (1837-1915), chambellan, ministre de la Maison royale
- 1915-1920 : Interrègne sans président
- 1920-1932 : Friedrich von Berg-Markienen (1866-1939), major prussien
- 1932-1945 : prince Adolphe de Bentheim-Tecklembourg (de)-Rheda (1889-1967), Rittmeister.
- 1945-1956 : Conseil d'urgence (en principe toujours le prince Adolphe de Bentheim-Tecklembourg-Rheda)[4]